# Delcorf

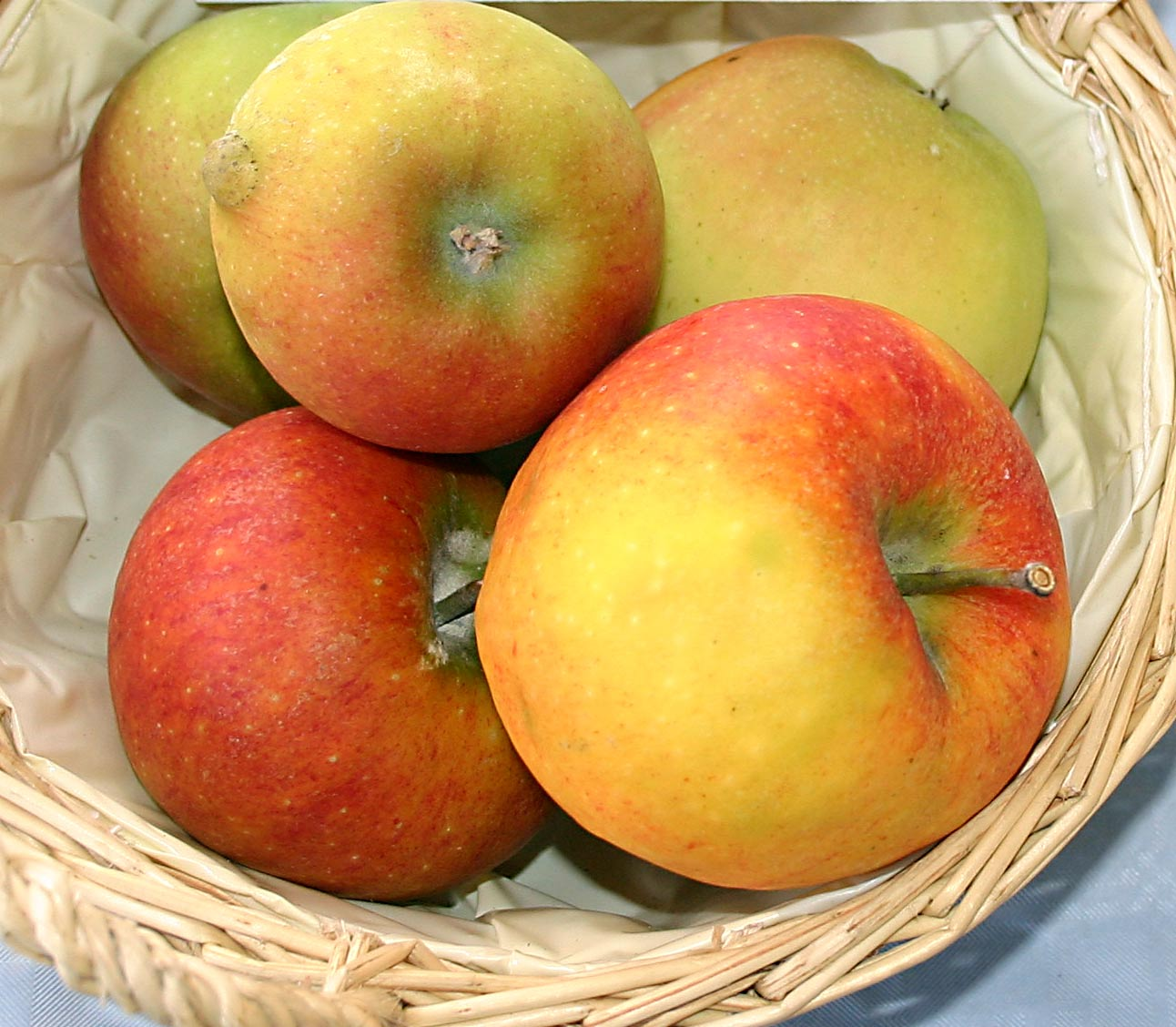
Delcorf appels

Delcorf (Malus domestica 'Delcorf') - in de winkels beter bekend als Delbarestival of Delbar - is een Frans appelras.

## Achtergrond
De Delcorf werd in de jaren 1960 ontwikkeld door tuinbouwbedrijf Georges Delbard te Malicorne. Vanaf 1973 werd de appel op de markt gebracht. De Delcorf is een kruising van Stark Jon Grimes en Golden Delicious.
In 2011 kreeg de appel de "Award of Garden Merit" van de Royal Horticultural Society.

## Kenmerken
De appels zijn vrij groot en hebben een roodgestreepte blos. De vruchten zijn niet echt rond, maar eerder kegelvormig: ze zijn hoger dan breed. Ze kunnen geplukt worden vanaf begin september, soms reeds vanaf half augustus. Het vruchtvlees is knapperig en zoet, friszuur.
De bomen bloeien vroeg, maar zijn beurtjaargevoelig. De appels zijn gevoelig voor schurft en nachtvorst.

## Mutanten en kruisingen
Van de Delcorf werden intussen een aantal mutantrassen op de markt gebracht en uit kruisingen ontstonden ook weer nieuwe rassen. De Apache, Ambassy, Sissired en Machiels zijn mutanten. De Zari en de Greenstar zijn nieuwe kruisingen.